# 더 슬리핑 카 머더
더 슬리핑 카 머더(Compartiment tueurs, The Sleeping Car Murder)는 프랑스에서 제작된 코스타 가브라스 감독의 1965년 영화이다.

## 출연
- 이브 몽탕
- 자크 페랭
- 장루이 트랭티냥
- 시몬 시뇨레
- 미셸 피콜리
- 베르나데트 라퐁
- 클로드 다우핀
- 도미니크 자르디
- 클로드 베리